# Caccavelle
Le caccavelle (pentole in napoletano) sono un tipo di pasta particolare prodotto dagli artigiani pastai di Gragnano (NA).

## Descrizione
Con 50 grammi per pezzo, 9 cm di diametro e 6 di altezza, la caccavella è la pasta più grande del mondo.  E grazie alla sua forma la caccavella è ideale per essere farcita in tantissimi modi diversi principalmente a base di salsa di pomodoro, mozzarella, carne trita e ricotta: e una delle ricette più tipiche della Campania sono le caccavelle alla sorrentina.
Solitamente, le caccavelle sono cotte e servite in terrine di terracotta invetriata o pentoline in rame.